# Adolf Hauer
Adolf Hauer (* 11. April 1928 in Rostock; † 31. Dezember 2017 daselbst) war ein deutscher Jurist mit dem Schwerpunkt deutsches und internationales Seerecht.

## Leben
Er wuchs in einer alteingesessenen Rostocker evangelisch-lutherischen Familie mit seinen Elern und einer älteren – später nach Bremen gezogenen – Schwester, Eva Maria Johanna, geboren am  16. Juni 1924, auf.
Sein Vater war der Baumeister und Architekt sowie spätere Obermeister der Bauwerks-Innung Rostocks mit demselben Vor- und Familiennamen, Adolf Hauer, und seine Mutter Johanna Hauer, geborene Prager. Sie stammte aus Leipzig.
Das Abitur konnte er 1949 an der Großen Stadtschule Rostock, einem Jahrhunderte altem humanistisches Gymnasium, ablegen. Anschließend studierte er einige Semester Jura an der Universität seiner Geburtsstadt an der 1946 wieder eröffneten und zunächst bis 1951 in der DDR bestehenden juristischen Fakultät und an der Universität Leipzig. Als liberal gesinnter Student gehörte er der von Arno Esch demokratisch ausgerichteten LDP-Hochschulgruppe in Rostock an. Der Jurastudent Hauer wechselte Ende der 1940er Jahre den Studienort und war dadurch nicht von den politischen Verfolgungen der Esch-Gruppe betroffen. Er zog in die Messe- und Universitätsstadt Leipzig, musste jedoch auch hier aus politischen Gründen sein Direktstudium Rechtswissenschaft aufgeben. Er wurde exmatrikuliert und kehrte nach Rostock zurück.

### Mitarbeiter am Institut des Seeverkehrs und der Hafenwirtschaft (Rostock)
Ab April 1965 arbeitete er am Rostocker Institut des Seeverkehrs und der Hafenwirtschaft (ISH) im „Forschungsbereich Seerecht“ als wissenschaftlicher Mitarbeiter.
Auf einem 1966 erstmals in Rostock durchgeführten internationalen Seerechtsseminar wurde Hauer als wissenschaftlicher Mitarbeiter des ISH vorgestellt und er hielt dort einen Vortrag „über den prima-facie-Beweis im Rahmen seerechtlicher Entscheidungen“. Zuvor hatte der damalige wissenschaftliche Mitarbeiter Ralf Richter von der Universität Rostock, Institut für Wirtschafts- und Seerecht, in einen Vortrag „die Rechte und Pflichten der Partner einer Reisecharter im Falle der Eisbehinderung des Schiffes“ behandelt.
Im Forschungsbereich Seerecht des ISH arbeitete er mit den weiteren wissenschaftlichen Mitarbeitenden Dolly Richter-Hannes, Norbert Trotz, Peter Reichenbach und – besonders eng – Rudi Frenzel zusammen. Ihre Arbeitsergebnisse wurden für den Dienstgebrauch vor allem in der Zeitschrift Seeverkehrsinformationen / Institut des Seeverkehrs und der Hafenwirtschaft veröffentlicht, die in den Jahren 1965 bis 1973 erschien.
In einer seiner rechtlichen Untersuchungen behandelte er den Begriff Höhere Gewalt und führte aus: „Das Vorliegen einer solchen >höheren Gewalt< kann zu Befreiung von der Verantwortlichkeit bei Nicht- und nichtgehöriger Erfüllung eines Seefrachtvertrages und außervertraglicher Haftung, also bei Schiffszusammenstörungen oder anderen Havarien, führen.“
Nach der Eingliederung des Instituts des Seeverkehrs und der Hafenwirtschaft in das Kombinat Seeverkehr und Hafenwirtschaft setzte er hinter seinem Autorennamen  – ebenso wie sein Kollege Rudi Frenzel –  „Deutfracht/Seerederei, Direktorat Forschung und Entwicklung“, z. B. bei den gemeinsam geschriebenen Aufsatz Zur Benennung von Ladehafen und Ladeplatz nach dem Seehandelsschiffahrtsgesetz.

### Tätigkeit im Kombinat Seeverkehr und Hafenwirtschaft
Ab 1. Januar 1974 wurde Hauer mit dem IHS ins neu geschaffene Kombinat Seeverkehr und Hafenwirtschaft – Deutfracht/Seereederei unter dem Generaldirektor Heinz Neukirchen übernommen. Sein Arbeitsplatz war im „Wissenschaftlich-Technischen Zentrum“ der Deutfracht/Seerederei, Rostock. Dort arbeitete er weiter als Jurist.  Er wirkte weiterhin in der Gesellschaft für Seerecht der DDR und später in deren Vorstand mit und gehörte zum Team der Redaktion von ihrer herausgegebenen Beiträge zum nationalen und internationalen Seerecht.

### Mitarbeit im Hafen- und Seemannsamt Rostock
Nach dem Zusammenbruch der DDR arbeitete Hauer als Seerechtsexperte zeitweilig noch beim Hafen- und Seemannsamt Rostock mit. Seit 1991 nimmt das Hafen- und Seemannsamt Rostock die öffentlich-rechtlichen und hoheitlichen Befugnisse als Ordnungsbehörde in den Rostocker Häfen wahr.

### Dissertation
Hauer promovierte am 18. Juli 1968 mit einer Arbeit zu Fragen der Beweislast und der Beweisführung bei Schiffskollisionen an der Martin Luther-Universität. Die beiden Gutachter seiner Doktorarbeit waren die Professoren Gerhard Reintanz aus Halle (Saale) und Jörgen Haalck aus Rostock.

### Familie Hauer
Einige seiner Vorfahren um 1800 waren von Beruf Fischer. – Den Vornamen Adolph, also mit „ph“ am Ende geschrieben, trug bereits Mitte des 19. Jahrhunderts einer seiner Namensvetter, der von Beruf Hauszimmermann war und in Abgrenzung vom Schiffszimmermann als solcher im zeitgenössischen Rostocker Adressbuch namentlich ausgewiesen war.
Der Rostocker Jurist Adolf Hauer war mit Helga Hauer verheiratet. Aus der Ehe gingen zwei Töchter hervor: die 1954 geborene Tochter Heidrun (Heidi) – eine spätere Mathematikerin und Professorin für Computergraphik am Institut für Informatik an der Universität Rostock – und ihre jüngere Schwester Silke. Ihr Ehemann war der Rostocker Universitätsprofessor Bodo Urban (1953–2022).

## Veröffentlichte Beiträge (Auswahl)
- Mit H. Rickmann: Bedeutung der Sicherung der Beweismittel im Seerecht. In: Seeverkehr, 1965, S. 668 ff.
- Die „höhere Gewalt“ im Seerecht. “Act of God” in martime law. In: Seeverkehr,  7. Jahrgang (1967),  S. 36 f.,  ISSN 0037-086X
- Mit Rudi Frenzel: Erste Gedanken zur Konzeption des neuen Seegesetzes. In: Seeverkehr, 7. Jahrgang (1967),  S. 479 ff. und  S. 518 ff.
- Zur Konzeption eines Seegesetzes. In: Neue Justiz, 22. Jahrgang (1968), Heft 12, S. 369–374, ISSN 0028-3231.
- Mit Dolly Richter-Hannes: Zur Kodifikation des Internationalen Privatrechts aus der Sicht des Seetransportrechts. In: Neue Justiz, 17. Jahrgang (1969,) S. 526 ff.
- Mit Rudi Frenzel: Zur Problematik der Neukonzipierung des Seefrachtvertrages. In: DDR-Verkehr. 3. Jahrgang (1970) Heft 8, S. 326–328, Fortsetzung S. 333–334, ISSN 0011-4820
- Zu einigen Fragen der Verjährung des Handelns im Seerecht. In: Seewirtschaft, 16. Jahrgang (1984), Heft 11, S. 544–548, ISSN 0037-0886.
- Aktuelle Aspekte von Charterverträgen. In: Seewirtschaft, 16. Jahrgang (1984) Heft 12, S. 590
- Ausgewählte Probleme des Seehandels-, Seevölker- und Seeversicherungsrechts. In: Beiträge zum nationalen und internationalen Seerecht. Heft 10/1985, ISSN 0138-1415
- Der Schiffsarrest im nationalen und internationalen Recht – einige Rechtsfragen. In: Seewirtschaft, 19. Jahrgang (1987) Heft 4, S. 172 ff.
- Mit Gerold Kantner: Zur Rechtsanwendung im internationalen Seeverkehr – eine kritische Betrachtung. In Seewirtschaft, 21. Jahrgang (1989): Teil I im Heft 3, S. 125 f.; Teil II im Heft 4, S. 178 f.; Teil V im Heft 10, S. 496–498, ISSN 0037-0886
- Beweisrecht im Seeprozess . In: Beiträge zum nationalen und internationalen Seerecht. Heft 17/1990, DNB 910656215